# Gaetano Compagnino
Gaetano Compagnino (Militello in Val di Catania, 29 ottobre 1939 – Catania, 8 marzo 2004) è stato un critico letterario italiano, nonché per oltre trent'anni docente straordinario alla Facoltà di Lettere e Filosofia dell'Università di Catania.

## Biografia
Diplomatosi presso il liceo classico "M. Cutelli" di Catania, ha conseguito successivamente la laurea in Lettere classiche presso l'Università di Catania nel 1962, con una tesi dal titolo Metodologia marxista della critica letteraria, avendo come relatore Fernando Figurelli.
Assistente e allievo di Carlo Muscetta dal 1963 al 1968 nell'ateneo catanese, Compagnino si è poi trasferito a Siena dove presso diversi licei ha insegnato Storia e Filosofia, e dove ha avuto modo di conoscere e collaborare con Franco Fortini. In questi anni inizia a lavorare ai volumi della collana Letteratura Italiana Laterza (LIL) relativi al Settecento e agli Illuministi.
Ritornato a Catania, dal 1974 al 2004, ha tenuto vari insegnamenti alla Facoltà di Lettere e Filosofia dell'Università di Catania, fra cui Istituzioni di critica e metodologia letteraria, Teoria della letteratura, Estetica e, infine, Letteratura italiana.

## Studi
Il perno attorno al quale ruota l'indagine critica e teorica di Gaetano Compagnino è il rapporto forme/storia, rapporto che si configura come mobile, complesso e, comunque, storicamente determinato. In questo senso, la teorica della letteratura è da lui intesa come la scienza che studia post factum questo rapporto determinato, tracciandone nel tempo la storia, e mettendo anche in evidenza come in letteratura esistano le forme e non la forma (secondo invece una visione idealistica della critica letteraria).
L'attività storico-teorica di Compagnino è stata recentemente collocata all'interno del più vasto panorama dell'indagine materialistica della letteratura.
L'indagine sulle poetiche ha portato Compagnino ad affrontare il pensiero dei maggiori teorici (fra cui Platone e Aristotele e le poetiche del Cinquecento e del Settecento (Lessing, Kant, Hegel, Francesco De Sanctis, Croce, Gramsci, György Lukács). 
A questi studi si affiancano quelli sulla novella antica e moderna, sul romanzo dell'Ottocento e sulla drammaturgia novecentesca (fra cui  Pirandello e il giovane Lukács).

## Opere
- 1973 - Dalla vecchia Italia alla cultura europea del Settecento - Letteratura Italiana Laterza a cura di Carlo Muscetta, Laterza, Bari. (Il paragrafo 9 è di G. Savoca).
- 1974 - Gli Illuministi italiani - Letteratura Italiana Laterza a cura di Carlo Muscetta, Laterza, Bari.
- 1974 - Dalla crisi del classicismo ai libertini - Letteratura Italiana Laterza a cura di Carlo Muscetta, Laterza, Bari. (Il paragrafo 103 è di G. Savoca).
- 1979-80 - Metafisica dell'immagine. Platone e il linguaggio della poesia fra magia e retorica - in «Quaderni Catanesi di studi classici e medievali», Catania.
- 1980 - Letteratura e "popolo" nel primo Gramsci - in «Le Forme e la Storia» Rivista di filologia Moderna, C.U.E.C.M., Catania.
- 1980 - Fenomenologia della reificazione linguistica e critica dell'ideologia. Letteratura e "popolo" nel primo Gramsci - in «Le Forme e la Storia» Rivista di filologia Moderna, C.U.E.C.M., Catania.
- 1981 - La scena mercenaria. A proposito delle " Cronache" teatrali di Gramsci - in «Le Forme e la Storia» Rivista di filologia Moderna, C.U.E.C.M., Catania.
- 1982 - Statuto e funzione del personaggio nella poetica pirandelliana - in «Le Forme e la Storia» Rivista di filologia Moderna, C.U.E.C.M., Catania.
- 1985 - De Sanctis e Pagano - in F. De Sanctis un secolo dopo a c. di A. Marinari, I, Laterza, Roma-Bari, Atti del convegno internazionale su F. De Sanctis.
- 1987 - Presentazione a Echi e Riflessi, di Marcello di Franco - Comune di Militello.
- 1988 - Letteratura, lingua e nazione nel primo Pirandello - in «Le Forme e la Storia» Rivista di filologia Moderna, C.U.E.C.M., Catania. (Composto per un convegno catanese su Pirandello svoltosi il 1985)
- 1988 - Tra folklore e letteratura: la "setta" e il "masnadiere" nei "Racconti popolari" di Vincenzo Linares - in Vincenzo Linares tra popolo e letteratura a c. di A. Fragale, 1988 Roma, atti del convegno "Vincenzo Linares", Palmadimontechiaro (Ag) 12-13/12/1986.
- 1988 - Dal romanzo storico al verismo: Gramsci, De Sanctis e il problema del realismo moderno - in Naturalismo e verismo, Fondazione Verga, Catania, vol. II.
- 1989 - Prefazione a Iris Piluso Scalzo, In trasparenza d'oro e d'ombre, note introduttive di Eugenio Aliquo, Tringale, Acireale.
- 1990 - La poesia e la città. Ethos e mimesis nella "Repubblica" di Platone - in «Siculorum Gymnasium» Rassegna della Facoltà di Lettere e Filosofia dell'Università di Catania, Catania.
- 1990 - La talpa e la lumaca. Vincenzo Consolo narratore - in Narratori siciliani del secondo dopoguerra, a c. di S. Zappulla Muscarà, Catania.
- 1990 - Sebastiano Addamo: "Il giro della vite" - in Cabala e pietre nere, Atti del Convegno nazionali di Studi e Ricerche, Randazzo 30 marzo-1º aprile 1989, Randazzo.
- 1993 - Gli Esordi della critica di Luigi Russo e l'estetica crociana- in «Le Forme e la Storia» Rivista di filologia Moderna, Rubbettino Editore, Catanzaro.
- 1994 - Leonardo Sciascia nella terra dei letterati - Bonanno Editore, Acireale (Ct).
- 1995 - Aspetti della critica del Novecento - in "Miscellanea", a c. di N. Mineo e G. Barletta, Bracchi editore, 1995, Giarre - Pubblicazione in occasione del centenario del Liceo classico "M. Amari" di Giarre (CT).
- 1996 - Il paradigma inattuale. Pirandello, Lukács e la tragedia - in Letteratura e lingue nazionali e regionali - Studi in onore di Nicolò Mineo, Roma.
- 1997 - Prefazione a Surrealismo, rivoluzione, dialettica di M. Piccolo, C.U.E.C.M., Catania
- 1998 - Il popolo, la storia, le storie. Su alcuni aspetti della letteratura fra Sette e Ottocento, in La letteratura, la storia, il romanzo, a c. di M. Tropea, Edizione Lussografica, Caltanissetta.
- 1998 - Il romanzo e la storia. Otto tesi sul metodo - in La letteratura, la storia, il romanzo, a c. di M. Tropea, Edizione Lussografica, Caltanissetta.
- 1998 - Forme della novella moderna - in «Siculorum Gymnasium» Rassegna della Facoltà di Lettere e Filosofia dell'Università di Catania, Catania.
- 2000 - Il significato dell'empirico: novella antica e exemplum - in «Siculorum Gymnasium» Rassegna della Facoltà di Lettere e Filosofia dell'Università di Catania, Catania.
- 2000 - Forme e Storie - Quaderni del «Siculorum Gymnasium» Rassegna della Facoltà di Lettere e Filosofia dell'Università di Catania, Catania.
- 2001 - Il logos della poesia in Aristotele - in «Siculorum Gymnasium» Rassegna della Facoltà di Lettere e Filosofia dell'Università di Catania, Catania.
- 2002 - Su alcuni aspetti della cultura letteraria in Sicilia fra Sette e Ottocento, in «Siculroum Gymnasium» Rassegna della Facoltà di Lettere e Filosofia dell'Università di Catania, Catania.
- 2003 - Sicilia che racconta - antologia di narratori siciliani curata e introdotta da G. C., Azienda Provinciale Turismo di Catania.
- 2003 - Casi e destini nel romanzo europeo dell'Ottocento - in La dislocazione della religione lungo l'epoca moderna, Quaderni del CeSIFeR, Catania
- 2008 - Letteratura italiana? - in Forme e storia. Studi in ricordo di Gaetano Compagnino, a c. di Andrea Manganaro, «Le Forme e la Storia», Soveria Mannelli, Rubbettino, n.s. I, 2008, n.1-2, pp. 41–44,